# رنی اوبرژنوا
رِنِـی اوبرژنوا (انگلیسی: René Auberjonois؛ ‏‎/rəˈneɪ oʊˌbɛərʒənˈwɑː/‎؛‏ زاده ۱ ژوئن ۱۹۴۰ – درگذشته ۸ دسامبر ۲۰۱۹) بازیگر آمریکایی بود.
از فیلم‌های معروف او می‌توان به بازی در فیلم ژپتو، دفتر خاطرات شاهدخت، هیندنبورگ، قلمرو داود: حماسه بنی‌اسرائیل، همه ما سقوط می‌کنیم، چشمان لورا مارس، طعنه‌آمیز و تعصب و گربه‌ها نمی‌رقصند اشاره کرد.

## نگارخانه

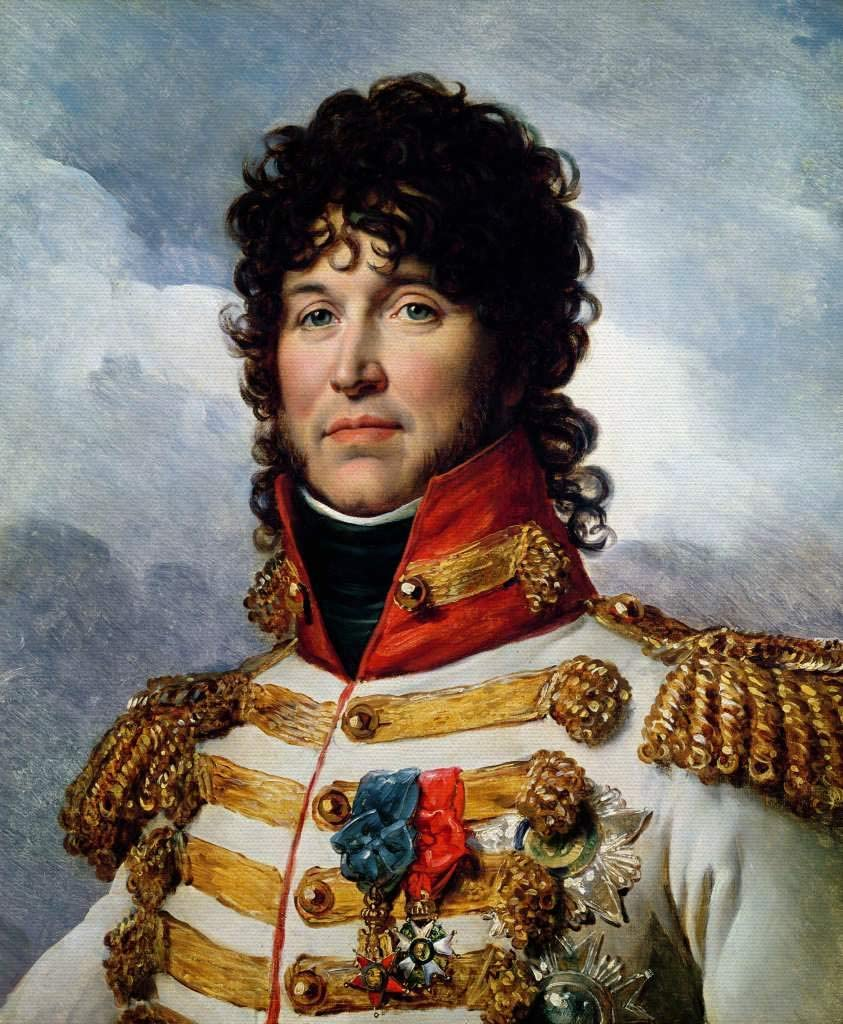
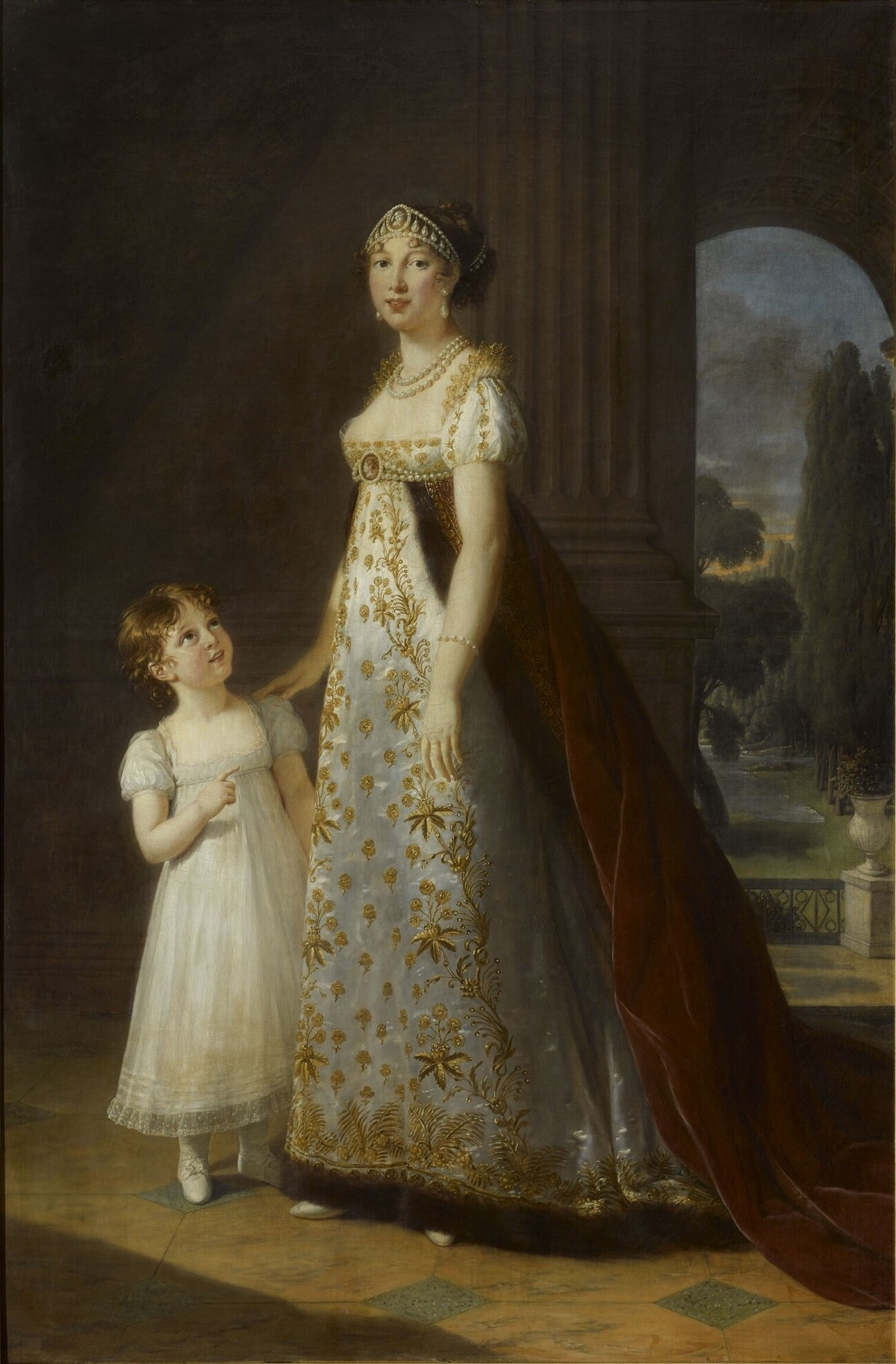
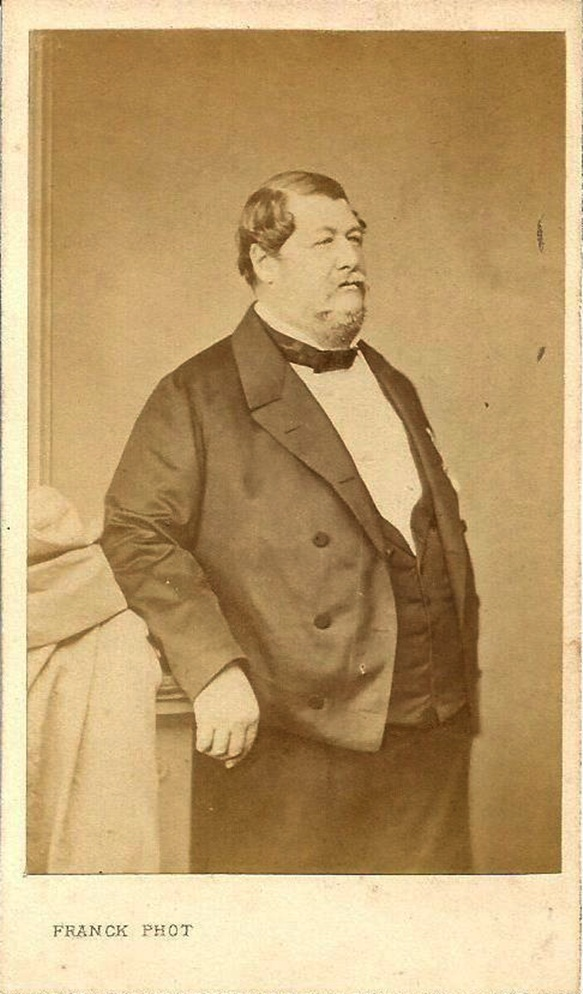